# 漂亮男孩弗洛伊德

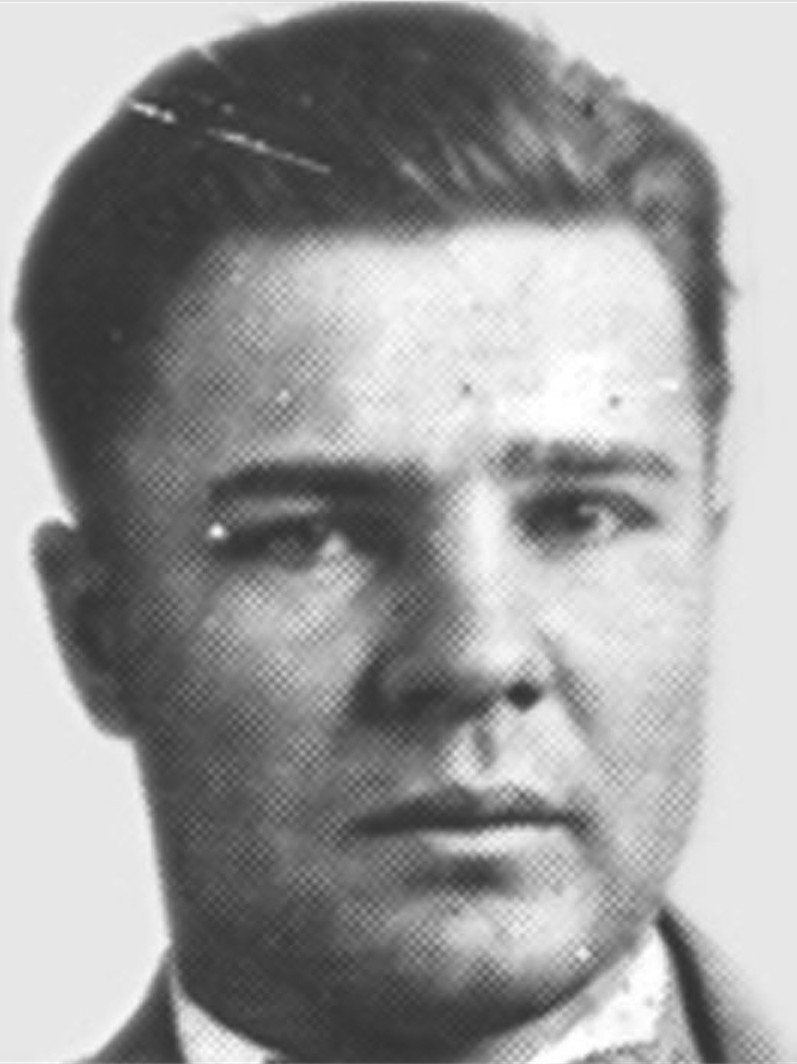
漂亮男孩弗洛伊德

查尔斯·阿瑟·弗洛伊德（Charles Arthur Floyd，1904年2月3日—1934年10月22日），外号漂亮男孩弗洛伊德（Pretty Boy Floyd），是一名美国银行劫匪。他曾在西部和中部多州作案，1930年代，其犯罪经历被許多媒体报导。据信，在抢劫银行时，他会将银行里存储的抵押贷款證明烧毁，让很多人免遭负债之苦，因此漂亮男孩弗洛伊德受到很多人的歡迎。最终，他被梅尔文·普维斯领导的联邦调查局探员们追捕并击毙。史学家们曾推断过当时曾有哪些探员在场，有资料表明，当地探员罗伯特·“皮特”·派尔（Robert "Pete" Pyle）和乔治·柯兰（George Curran）二人在弗洛伊德被击毙以及其尸体接受防腐处理时均在场。有2万至4万人参加了弗洛伊德的葬礼，這一葬禮也是俄克拉荷马州历史上规模最大的葬礼。 此后，在美国大众文化中，弗洛伊德一直都是为人所熟知的人物，有时被当作恶名昭彰的匪徒，有时则被當成是悲剧人物，甚至成了美国大萧条时期的受害者之一。